# 10 Admiral Grove
10 Admiral Grove, uma propriedade em Toxteth, Liverpool, Inglaterra, é a casa onde Ringo Starr viveu por vinte anos antes de chegar à fama com The Beatles.
A escola infantil de Starr, a Escola Primária St. Silas, na Rua Pengwern, ficava a poucos metros de sua porta da frente. Ele era uma criança doente e, devido às suas muitas ausências na escola, aprendeu a ler e escrever em casa. Um grave surto de peritonite o levou a passar grande parte de seu sétimo ano no Royal Children's Hospital. Quando Starr tinha 13 anos, sua mãe Elsie se casou com um londrino, Harry Graves. O pub local dos Starkeys, The Empress, onde Elsie era garçonete, fica ao lado do Admiral Grove. O pub foi destaque na capa do primeiro álbum solo de Starr,  Sentimental Journey (1970).  Durante a "Beatlemania", o documentário The Mersey Sound, filmado pelo produtor da BBC Don Haworth, mostrou Starr sendo cercado por fãs no Admiral Grove enquanto ele se dirigia ao carro esportivo conversível de George Harrison. 

## Local de nascimento na Madryn Street
Em 7 de julho de 1940, Richard Starkey nasceu na 9 Madryn Street, na Welsh Streets, no distrito de Liverpool conhecido como Toxteth. O bairro foi severamente danificado por bombardeios aéreos durante a Segunda Guerra Mundial. Seus pais, Richard e Elsie, alugaram uma casa na 9 Madryn Street por 10 xelins (£ 0,50) por semana. Seus pais se separaram quando Starr tinha três anos, e Elsie e seu filho se mudaram para uma casa menor e mais barata, com dois andares e dois andares, no número 10 da Admiral Grove. Esta permaneceu como a casa de Starr até 1963, quando ele se tornou famoso. 
Em 2010, foi anunciado que o local de nascimento de Starr, na Madryn Street, bem como outras casas na região de Welsh Streets, seriam demolidas. Grupos locais pediram sua preservação, e a cidade teve que fechar a casa com tábuas porque caçadores de relíquias roubaram tijolos. Uma petição online exigindo que a casa seja preservada pelo National Trust coletou quase 4.000 assinaturas. Em 2012, o Ministro da Habitação Grant Shapps confirmou que a casa seria salva da demolição.  Em janeiro de 2013, foi anunciado que os residentes locais tinham apoiado um plano de desenvolvimento que incluiria a restauração da 9 Madryn Street.  No entanto, o Departamento de Comunidades e Governo Local anunciou em setembro de 2013 que iria realizar um inquérito público sobre os planos. 
No The Beatles Anthology, Starr é citado dizendo: "Não me lembro do interior da nossa casa na Madryn Street, eu era um bebê". No entanto, ele se lembra da casa dos avós, que também ficava na Madryn Street. 

## Legado
Elsie e Harry foram persuadidos a deixar Admiral Grove para morar em uma casa que Starr havia comprado para eles no distrito de Gateacre, em Liverpool. Starr prestaria homenagem aos seus discursos na Madryn Street e no Admiral Grove em sua música "Liverpool 8", de 2008.
Em 2016, a casa no número 10 do Admiral Grove foi comprada por um fã dos Beatles que também é dono de casas que pertenceram anteriormente a George Harrison e à mãe de John Lennon, Julia.  